# 楽天証券ホールディングス
楽天証券ホールディングス株式会社（らくてんしょうけんホールディングス、英語: Rakuten Securities Holdings, Inc.、以下、楽天証券HD)、は、 東京都港区南青山に本社を置く、楽天グループの金融持株会社。楽天証券および楽天投信投資顧問の共同株式移転により2022年10月に設立された。これに伴い、楽天証券に替わり株式上場を計画していたが2025年1月に方針を撤回した。

## 沿革
- 2022年
  - 10月3日 - 楽天グループの証券事業を再編し、楽天グループの証券事業持株会社として発足。子会社は楽天証券、楽天投信投資顧問、楽天ウォレット[2][3]。
  - 10月7日 - みずほフィナンシャルグループ（MHFG）のみずほ証券と戦略的提携し、楽天証券HDが保有する楽天証券の普通株式の19.99％をみずほ証券に譲渡することに合意。譲渡金額は800億円[4][5]。
  - 11月1日 - 10月7日付締結の資本業務提携に基づき楽天証券の一部株式をみずほ証券に譲渡。楽天証券は連結子会社であるとともにみずほ証券の持分法適用会社となった[6]。
- 2023年
  - 12月15日 - みずほフィナンシャルグループのみずほ証券が楽天証券の株式を追加取得し保有比率が49%となったことで、楽天証券ホールディングスの楽天証券の株式保有比率は51%となった[7][8][9]。